# 成雅
孫成雅（韓語：손성아，1989年7月8日—），韓國女歌手，曾為女子組合Nine Muses成員。隊內職務為主Rapper、領舞、副唱。2015年11月，因在樓梯間摔倒，而扭傷脚踝，可能影響回歸，但傷勢未给日常生活带来太大的影響。2018年5月8日，宣布和和DJ DaQ即将结婚，5月20日，举行婚礼。

## 作品

### 電視劇
- 2010年	KBS 逃亡者 Plan.B

### 電影
- 2004年	Marrying School Girl

### 廣告代言
- 2006年	Niko Dent
- 2009年	Dr. You Energy Bar 秋成勳篇